# Trióxido de fósforo
Anidrido fosforoso ou trióxido de fósforo é o anidrido correspondente ao ácido fosforoso.